# Танзанійський кратон

Приблизне розташування мезопротерозойських (понад 1,3 млрд років) кратонів у Південній Америці та Африці.

Танзанійський кратон — давня і стабільна ділянка континентальної літосфери у центральній Танзанії. Деякі з порід мають вік понад 3 мільярдів років.

## Розташування
Танзанійський кратон утворює найвищу частину Східно-Африканського плато. Кратон оточено протерозойськими мобільними поясами різного віку і рівня метаморфізму. Включають в себе системи Убендіан (Ubendian), Усагаран (Usagaran), Карагве-Анколін (Karagwe-Ankolean) і Букобан (Bukoban). Мозамбіцький пояс розташовано зі сходу. Кратон ділить на східну і західну гілки Східно-Африканський рифт. Південний край рифту Грегорі закінчується кратоном. Вулканічна область цього рифту покриває поверхню розділу між Мозамбіцьким орогенним складчастим поясом і Танзанійським кратоном.

## Склад
Кратон є сукупністю кількох різних террейнів архейського метаосаду. Додоман є найстарішим, інші є Нянзін (Nyanzian) і Кавирондіан (Kavirondian). Деяким з зеленокам'яних поясів понад 3 мільярдів років. Вони були прорвані гранітами і магматитами у різний час, проте близько 2,9, 2,7, 2,4 і 1,85 млрд років тому. Кратон в основному складається з архейських гранітних комплексів, але також включає в себе геологічну особливість Додома в центральному районі, та зеленокам'яні пояси на південь і схід від озера Вікторія. Також є гнейси, сланці, кварцити, амфіболіти, мігматити, і грануліти. Кімберлітові інтрузії відбулися в крейдяний період у частині кратона на південь від озера Вікторія. Однією з кімберлитових трубок є Мвадуї.

## Інтернет-ресурси
- ОДНА З НАЙДРЕВНІШИХ ДІЛЯНОК ЗЕМНОЇ КОРИ